# Fonds Souverain d’Investissements Stratégiques
Der Fonds Souverain d’Investissements Stratégiques S.A. (FONSIS, deutsch: der Staatsfonds des Senegal für strategische Investitionen) ist ein Staatsfonds, der das Vermögen des afrikanischen Staates Senegal verwaltet und investiert.
im Juli 2025 wird das verwaltete Vermögen auf 1,23 Milliarden USD beziffert.

## Geschichte
FONSIS wurde durch das Gesetz Nr. 2012-34 geschaffen, das am 27. Dezember 2012 im senegalesischen Parlament verabschiedet wurde („Gründungsgesetz“). Dieses Gesetz diente als Voraussetzung für die Gründung von FONSIS und die Ausarbeitung der Satzung des Fonds als juristische Person des privaten Rechts. Als solche ist FONSIS eine Gesellschaft mit beschränkter Haftung („Société Anonyme“) mit einem unabhängigen Vorstand und entspricht dem privaten Wirtschaftsrecht der OHADA, der Organisation zur Harmonisierung des Wirtschaftsrechts in Afrika, wie dies bei jedem privaten Unternehmen im Senegal der Fall ist. FONSIS ist somit nach dem privaten Wirtschaftsrecht der OHADA gegründet und der Staat Senegal ist sein alleiniger Anteilseigner. Als Staatsfonds befolgt FONSIS gleichermaßen die Standardpraktiken, indem es sich an die Santiago-Prinzipien hält.
Ähnlich wie Gabuns FGIS, Angolas FSDEA und Nigerias NSIA handelt es sich um einen Staatsfonds, der finanzielle und wirtschaftliche Ziele verbindet und dessen Überleben weitgehend von seiner Führung abhängt.
2021 wurde eine Kooperation für Investitionen im Senegal mit der Pan-Afrikanischen Afreximbank bekanntgegeben.

## Struktur
Das Hauptziel von FONSIS besteht darin, die Wirtschaft anzukurbeln und die Grundlagen für ein besser organisiertes, wettbewerbsfähigeres und aufstrebendes Senegal zu legen, das bis 2035 zu einer Transformation des Landes führt. Dieses Ziel wird über zwei Hauptkanäle erreicht:
- Ein „Strategischer Fonds“ - soll private Investitionen im Senegal fördern und als Ankerinvestor fungieren, um in- und ausländische Privatinvestoren zu gewinnen;
- ein „Staatsfonds“ - der überschüssige Staatsmittel verwaltet und für zukünftige Generationen sichert.

Papa Demba Diallo ist derzeit CEO des Fonds.

## Mitgliedschaften
FONSIS ist Mitglied in:
- Internationalen Forums der Staatsfonds (IFSWF) und den Santiago-Prinzipien,
- des Forums der Afrikanischen Staatsinvestoren (ASIF),
- der Afrikanischen Vereinigung für Private Equity und Risikokapital (AVCA)
- und der Initiative „One Planet Sovereign Funds“ (OPSWF), die Staatsfonds zusammenbringt, um in die Beschleunigung der Energiewende zu investieren.